# Родт, Франц Конрад фон
Франц Конрад Казимир Игнац фон Родт (нем. Franz Konrad Kasimir Ignaz von Rodt; 17 марта 1706, Мерсбург — 16 октября 1775, там же) — немецкий кардинал. Князь-епископ Констанца с 9 ноября 1750 по 16 октября 1775. Кардинал-священник с 5 апреля 1756, с титулом церкви Санта-Мария-дель-Пополо с 2 августа 1758 по 16 октября 1775.

## Биография
Франц Конрад фон Родт был одним из четырёх сыновей генерала и последнего коменданта Брайзахской крепости Франца Кристофа барона фон Родта (нем. Franz Christoph von Rodt, 1671—1743) и его жены Марии Терезии фон Зиккинген (1682—1756). Епископ Максимилиан Кристоф фон Родт и австрийские генералы Кристиан Франц фон Родт цу Бусманнсхаузен (†1768) и Антон Эгберт фон Родт (1710—1768) приходились ему братьями; констанцский епископ Казимир Антон фон Зиккинген был его дядей.
Посвящённый в священнический сан 14 апреля 1737 года в Констанце, уже в 1739 году он был назначен коадъютором своего дяди, и пробстом кафедрального собора Девы Марии. В 1750 году он занял также должность пробста коллегиального капитула в Айсгарне.
9 ноября 1750 года констанцский домский капитул избрал его новым предстоятелем епархии (посвящение в епископы состоялось 15 марта 1751 года); примерно в это же время он стал членом аугсбургского домского капитула. Его правление прошло, с одной стороны, под знаком конфликтов с крупными имперскими аббатствами, стремившимися к ещё большей независимости, и, с другой — под давлением церковной политики Марии Терезии, желавшей в духе Просвещения подчинить Церковь государству.
5 апреля 1756 года папой Бенедиктом XIV был возведён в сан кардинала, и 2 августа 1758 года назначен кардиналом-священником с титулом церкви Санта-Мария-дель-Пополо.
Кроме прочего, в 1757 году он стал настоятелем аббатств Кастель Барбато под Кремоной и Сексард в Венгрии.
Франц Конрад фон Родт окончательно перенёс епископскую резиденцию в возведённый при его предшественнике Шенке фон Штауффенберге Новый дворец в Мерсбурге, где в 1759/1760 году вследствие своего плохого состояния была заново возведена парадная лестница. По его инициативе было также обновлено внутреннее убранство целого ряда церквей на северном берегу Боденского озера, в частности, паломнической капеллы в Байтенхаузене.